# Estación Zanapa
Estación Zanapa es una localidad del municipio de Huimanguillo ubicado en la subregión de la Chontalpa del estado mexicano de Tabasco.

## Geografía
La localidad de Estación Zanapa se sitúa en las coordenadas geográficas 17°43′30″N 93°36′24″O / 17.725000, -93.606667, a una elevación de 29 metros sobre el nivel del mar.

## Demografía
Según el Conteo de Población y Vivienda 2020, efectuado por el Instituto Nacional de Estadística y Geografía, la localidad de Estación Zanapa tiene 396 habitantes, de los cuales 208 son del sexo masculino y 188 del sexo femenino. Su tasa de fecundidad es de 2.49 hijos por mujer y tiene 112 viviendas particulares habitadas.
| Gráfica de evolución demográfica de Estación Zanapa entre 1900 y 2020 |
|                                                                       |
| INEGI.                                                                |